# Baduário (curador)
Baduário (em latim: Baduarius; em grego: Βαδουάριος; romaniz.: Badouários) foi um oficial bizantino do século VI, cuja existência é conhecida a partir de um epitáfio.

## Vida
Baduário é conhecido apenas por uma única inscrição em um epitáfio. A inscrição está escrita em grego, mencionando a gloriosa memória de Baduário e Teodora. Seu título é traduzido em latim como "curador da casa de Areobindo" (curador domus rerum Areobindi). A redação sugere que a referida casa não era mais de propriedade de ninguém chamado Areobindo. Provavelmente foi uma propriedade que passou à "propriedade imperial" e Baduário ou era um curador imperial ou do possível proprietário a quem a residência foi entregue. A Teodora mencionada na inscrição poderia ser sua esposa. Existem teorias que identificam este homem com Baduário, genro de Justino II (r. 565–578) e Sofia. No entanto, a única esposa conhecida do outro Baduário é chamada de "Arábia", não Teodora.